# Jean-Pierre Marcellin de Fontanes
Pour les articles homonymes, voir Fontanes.
Jean-Pierre Marcellin de Fontanes, né à Genève le 11 septembre 1719 et mort à Niort le 8 septembre 1774,, est un inspecteur des manufactures français.

## Biographie
Il est essentiellement resté célèbre pour avoir été à l'origine du défrichement des terrains stériles (les lais-de-mer) du Poitou, de l'amélioration des cultures et de la propagation des pépinières de garance. 
Il est le père de Louis de Fontanes. 